# Селиверстов, Иван Никитович
Иван Никитович Селиверстов (7.12.1920 — 10.4.1945) — командир орудия 29-го гвардейского отдельного истребительного противотанкового дивизиона 25-й гвардейской Синельниковской Краснознамённой ордена Богдана Хмельницкого стрелковой дивизии 7-й гвардейской армии 2-го Украинского фронта, гвардии старший сержант. Герой Советского Союза.

## Биография
Родился 7 декабря 1920 года в селе Непотягово ныне Гаврилово-Посадского района Ивановской области в семье крестьянина. Русский. Член ВКП(б) с 1943 года. Образование неполное среднее. Работал бригадиром полеводческой бригады в колхозе.
В октябре 1941 года был призван в Красную Армию Гаврилово-Посадским райвоенкоматом. Окончил курсы наводчиков противотанковых ружей. На фронтах Великой Отечественной войны с 1942 года. Воевал на Воронежском, 2-м и 3-м Украинских фронтах.
С первых боёв показал себя отважным и умелым воином. 9 августа 1942 года недалеко от деревни Сторожевое, южнее города Воронежа, на позицию артиллерийский дивизион, в составе которого воевал красноармеец Селиверстов, пошли в атаку более 70 танков. В этой ожесточённой схватке молодой бронебойщик подбил из своего противотанкового ружья 2 танка, а один подорвал гранатой. Вскоре он был назначен командиром отделения противотанковых ружей.
10 сентября на позиции, где укрепилось отделение Селиверстова, после бомбёжки с воздуха двинулись более двадцати танков. В первые же минуты боя бронебойщики подбили шесть вражеских машин. В этой схватке Селиверстов был тяжело ранен.
Несколько месяцев лежал в госпиталях. Вернулся в строй весной 1943 года, когда шли бои за Харьков. 3 марта 1943 года в бою за населённый пункт Пролетарское Харьковской области его отделение атаковали двенадцать вражеских танков. Четыре из них были подбиты, два вывел из строя сам командир. Вскоре Селиверстов из бронебойщиков был переведён в командиры артиллерийского расчёта 76-мм противотанкового орудия.
В конце сентября расчёт Селиверстова одним из первых форсировал реку Днепр. Артиллеристы своим огнём поддерживали переправу остальных подразделений, в первых рядах шли во время боёв за освобождение Правобережной Украины.
27 января 1944 года в бою за населённый пункт Капитоновка Кировоградской области расчёт Селиверстова отбил 14 атак противника. Его пушка вывела из строя 7 танков, автомашину, орудие, 2 пулемёта и около 20 солдат врага. На другой день орудие было разбито, сам командир тяжело ранен. Атаки гитлеровцев продолжались. Бойцы заняли оборону, оставшись только с гранатами и винтовками, и сутки вели бой. Когда боеприпасы подошли к концу, Селиверстов, не обращая внимания на свои раны, поднял горстку бойцов в атаку. В дерзком броске оставшиеся в живых прорвали огненное кольцо врага.
В дальнейшем участвовал в боях по ликвидации Корсунь-Шевченковской группировки, в Ясско-Кишиневской операции, штурмовал столицу Венгрии Будапешт. Всего за период боев с августа 1942 года по 10 января 1945 года, как отмечалось в наградном листе, «… Селиверстов уничтожил: танков — 17, самоходную пушку типа „фердинанд“ — 1, пушек разного калибра — 18, пулемётов — 14, живой силы до 200 человек, автомашин − 4 и пленил 4 немецких солдат». 13 января 1945 года командиром дивизиона был представлен к присвоению звания Героя Советского Союза.
Бои продолжались. При форсировании рек Грон, Морава, Малый Дунай, при штурмах городов Комарно, Братислава орудие Ивана Селиверстова по-прежнему сопровождало пехоту. В этих боях огнём своей пушки расчёт уничтожил 12 ручных и 3 крупнокалиберных пулемёта, 5 орудий разного калибра, более 60 немецких солдат и офицеров.
Погиб на территории Австрии. 10 апреля 1945 года в бою за деревню Шенкирхен Селиверстову было поручено возглавить группу захвата. Уничтожив два крупнокалиберных и три ручных пулемёта врага, а также много гитлеровцев, бойцы ворвались в населённый пункт. Навстречу им выполз фашистский танк. Командир, пренебрегая опасностью, бросился к нему с гранатой, но был сражён вражеской пулей.
Указом Президиума Верховного Совета СССР от 15 мая 1946 года за образцовое выполнение боевых заданий командования на фронте борьбы с немецко-фашистским захватчиками и проявленные при этом мужество и героизм гвардии старшему сержанту Селиверстову Ивану Никитовичу посмертно присвоено звание Героя Советского Союза.
Похоронен в городе Гензерндорф.
Награждён орденами Ленина, Красного Знамени, Отечественной войны 2 степени, Славы 3-й степени, медалью «За отвагу».
Именем Героя названы улица в городе Гаврилов Посад, а на родине его имя было присвоено пионерской дружине школы.
Мемориальная доска в память о Селиверстове установлена Российским военно-историческим обществом на школе села Непотягово, где он учился.